# Écrosnes
Écrosnes – miejscowość i gmina we Francji, w Regionie Centralnym, w departamencie Eure-et-Loir.
Według danych na rok 1990 gminę zamieszkiwało 719 osób, a gęstość zaludnienia wynosiła 31 osób/km² (wśród 1842 gmin Regionu Centralnego Écrosnes plasuje się na 534. miejscu pod względem liczby ludności, natomiast pod względem powierzchni na miejscu 554.).